# Focus patient
Focus patient (en norvégien : Pasientfokus abrégé PF) est un parti politique en Norvège. Il est formé en tant que mouvement de soutien à l'expansion de l'hôpital d'Alta dans le comté de Finnmark. Lors des élections législatives de 2021, le parti réunit 12,7 % des suffrages dans le Finnmark, seule circonscription dans laquelle il présente des candidats, et remporte un des cinq sièges de la circonscription au Storting,.

## Résultats électoraux

### Élections législatives
| Année | Voix  | %    | Rang | Élus    |
| ----- | ----- | ---- | ---- | ------- |
| 2021  | 4 927 | 0,16 | 16e  | 1 / 169 |